# Port lotniczy Mombasa-Moi
Port lotniczy Mombasa-Moi (IATA: MBA, ICAO: HKMO) – międzynarodowy port lotniczy położony 10 km na północny zachód od Mombasy. Jest drugim co do wielkości portem lotniczym w Kenii (po porcie lotniczym Jomo Kenyatta).
Lotnisko jest zarządzane przez Kenya Airports Authority. Zostało nazwane na cześć byłego prezydenta Kenii Daniela Moi.
Lotnisko położone jest na wysokości 61 m n.p.m.. Ma dwa pasy startowe: Pas 1 o długości 3350 metrów i Pas 2 o długości 1260 metrów. Pas 1 wyposażony jest w system ILS.

## Historia
Lotnisko zostało wybudowane podczas II wojny światowej przez saperów armii południowoafrykańskiej dla obsługi samolotów brytyjskiej Fleet Air Arm. Samoloty marynarki działały na korzyść Eastern Fleet, floty Royal Navy operującej na Dalekim Wschodzie. Stąd również operowały samoloty RAF-u wykonujące patrole przeciw nieprzyjacielskim okrętom podwodnym wzdłuż wschodniego wybrzeża Afryki i maszyny Południowoafrykańskich Sił Powietrznych zaangażowanych w walkę przeciwko wojskom faszystowskich Włoch w Abisynii. Cywilnym, międzynarodowym portem lotniczym lotnisko zostało w 1979 roku. W 1994 roku z portu lotniczego korzystały amerykańskie samoloty transportowe zaangażowane w udział w operacji Support Hope, mającej na celu dostarczenie humanitarnej pomocy uchodźcom z Rwandy. Od 1997 do 2008 roku lotnisko było bazą kenijskiej linii lotniczej African Safari Airways.

## Linie lotnicze i połączenia
| Linia Lotnicza      | Kierunek                                                                         |
| ------------------- | -------------------------------------------------------------------------------- |
| Condor              | Sezonowo: 1. Frankfurt                                                           |
| Discover Airlines   | 1. Frankfurt                                                                     |
| Enter Air           | Sezonowe czartery: 1. Wrocław                                                    |
| Ethiopian Airlines  | 1. Addis Abeba                                                                   |
| Flydubai            | 1. Dubaj                                                                         |
| Jambojet            | 1. Nairobi 2. Zanzibar (od 1 lipca 2024)                                         |
| Kenya Airways       | 1. Dubaj 2. Nairobi                                                              |
| Mombasa Air Safari  | 1. Amboseli 2. Keekorok 3. Manda 4. Malindi 5. Mara Serena 6. Ukunda/Diani Beach |
| Neos                | 1. Mediolan-Malpensa Sezonowo: 1. Rzym-Fiumicino 2. Werona                       |
| RwandAir            | 1. Kigali                                                                        |
| Safarilink Aviation | 1. Nairobi-Wilson 2. Zanzibar                                                    |
| Uganda Airlines     | 1. Entebbe                                                                       |